# Hewan
Hewan är en köping i östra Kina. Den ligger i Nanling härad i staden Wuhu i provinsen Anhui, omkring 140 kilometer sydost om provinshuvudstaden Hefei. Antalet invånare är 23 206. Befolkningen består av 11 534 kvinnor och 11 672 män. Barn under 15 år utgör 20,0 %, vuxna 15-64 år 62 %, och äldre över 65 år 17,0 %.